# Проституция (альбом)
Проституция — четвёртый номерной музыкальный альбом группы «Сегодняночью», выпущенный в 2008 году.
Для записи этого альбома группа воссоединилась в первоначальном составе: в неё вернулся автор текстов Николай Елисеев, ушедший из «Сегодняночью» после записи дебютного альбома «Кофе и сигареты» (второй и третий альбомы вокалист Никита Козлов писал на собственные стихи).

## Список композиций
1. Проституция
2. Будь собой
3. Диско и бриллианты
4. Бусы (ex Бусинки)
5. Никто не может унять эту свору (Бл@дь)
6. Девушка на одну жизнь
7. Pan American
8. Молодые и злые
9. Homo-Scan
10. Малышка Лу
11. Московская сторожевая
12. Чего ты от меня ждёшь?
13. Лёгкие заметки о чьих-то впечатлениях (инструментальная композиция)
14. Рок-н-ролльные звёзды